# Sasindran Muthuvel
Sasindran Muthuvel, né le 5 juillet 1974, est un homme politique papou-néo-guinéen.

## Biographie
Originaire de Sivakasi dans le Tamil Nadu en Inde, il obtient un diplôme de Bachelor of Science en horticulture de l'université agricole du Tamil Nadu (en) puis émigre en Malaisie,. En 1997, il arrive en Papouasie-Nouvelle-Guinée pour y occuper un poste de directeur d'un magasin. Lorsque le propriétaire singapourien du magasin le ferme définitivement, Sasindran Muthuvel ouvre sa propre chaîne de boutiques. 
Naturalisé papou-néo-guinéen en 2007, il entre au Parlement national aux élections de 2012 comme député de la Nouvelle-Bretagne occidentale, ce qui fait également de lui le gouverneur de cette province,,. Réélu aux élections de 2017 et de 2022, il est nommé en juin 2019 ministre des Entreprises publiques dans le gouvernement de James Marape, exerçant cette fonction jusqu'à un remaniement en décembre 2020,.
En 2024 il est décoré de l'ordre de la Padma Shri par le gouvernement indien pour services distingués dans le champ des affaires publiques.
De confession hindoue, il est végétarien. 